# 雷蒙德 (蒙大拿州)
雷蒙德（英語：Raymond）是位於美國蒙大拿州謝里敦縣的非建制地區。

## 歷史
雷蒙德的郵局自1914年營運至今。

## 地理
雷蒙德所處的海拔為高於海平面698米（即2290英呎），而該地所採用的時區為UTC-6，即北美山地時區（MST）。同時該地設有夏令時間，為UTC-7調快一小時，即UTC-6（MDT）。